# ماتيو بيسيني
ماتيو بيسيني (بالإيطالية: Matteo Piccinni)‏ (6 مارس 1986 بميلانو في إيطاليا - ) هو لاعب كرة قدم إيطالي في مركز الدفاع. لعب مع نادي أودينيزي ونادي بادوفا ونادي بيزا ونادي كومو وFC Matera ‏ وUS Massese 1919 ‏ وإيه أس بيتزاغيتوني وReal Vicenza VS ‏ وUC AlbinoLeffe ‏.

## روابط خارجية
- ماتيو بيسيني على موقع قاعدة بيانات كرة القدم.إي يو (الإنجليزية)
- ماتيو بيسيني على موقع Soccerway.com (الإنجليزية)